# Krajnij Peninsula
Die Krajnij Peninsula (englisch; russisch Полуостров Крайний Poluostrow Krajni, deutsch ‚Extreme Halbinsel‘) ist eine grob ovale, 1,3 km lange und 0,8 km breite Halbinsel an der Knox-Küste des ostantarktischen Wilkeslands. Sie liegt 2,5 km nordwestlich der Edgeworth-David-Station und 3 km nordöstlich des Kap Hordern im Gebiet der Bunger-Oase.
Wissenschaftler einer sowjetischen Antarktisexpedition kartierten und benannten sie 1956. Das Antarctic Names Committee of Australia übertrug diese in einer transkribierten Teilübersetzung ins Englische.